# Smaal Tokk
Smaal Tokk, slovenski raper, besedilopisec, avtor glasbe, producent, igralec, *1979

## Kariera
Smaal Tokk se je kot lik začel pojavljati v oddaji Debilde na spletnem mediju Vest.si leta 2009. Oklical se je za primorskega raperja (Primorska region's own gengsta raper), ki komentira družbeno dogajanje, opeva svojo ženo Radmilo, govori in poje v primorskem narečju, od koder tudi prihaja. Njegov zaščitni znak je evro. 
Leta 2011 je izdal svojo prvo skladbo Smaal Tokka za precednika. Leta 2015 je izdal svojo prvo ploščo, naslovljeno Unotisto (mdr. Dejlejmo watrwake, Egon, En knc wade, Jzn!, Naši an vaši ...) in se odpravil na prvo koncertno turnejo. Leta 2017 je sledila plošča Sindrom druge plošče (Muck, srčki, risanke an sladoled, En in edini,  Praznična, Rumeni tisk, Domoljubna, Radmila, Profesjonalci, Z jajci, Zaposlovalna ...). Njegov zadnji album je Kriza srednjih let (2021), ki vsebuje pesmi Kriza srednjih let, Za usje sam, Mwoja ljuba, Oprostilna, Vjervam, Twiiteraši, Nestwj, Bwgi Pikoti …
Smaal Tokk je kot gost sodeloval na Emi 2019 s skladbo Komadd za EMO. 
S skladbo Dihej se je uvrstil v finale Festivala slovenskega šansona (2023).
Je avtor vseh svojih skladb. Na koncertih ga spremlja band v sestavi: Klemen Kotar (bas kitara), Enos Kugler (bobni), Tomaž Pačnik (klaviature), Peter Jan (kitara). S Smaal Tokkom so igrali tudi: Marko Boh (klaviature), Gašper Kržmanc (kitara), Blažka Oberstar (flavta, spremljevalni vokal) in Ana Šimenc (saksofon, spremljevalni vokal) in drugi. 
Smaal Tokk je Marko Bratuš, slovenski dramaturg, umetniški vodja, prevajalec in glasbenik. 

## Diskografija

### Kriza srednjih let(2021), založba Celinka[10]
- Uvodd (Smaal Tokk / Klemen Kotar)
- Kriza srednjih let (Smaal Tokk / Klemen Kotar)
- Naš se ne da (Smaal Tokk / Klemen Kotar)
- Komad za EMO (Smaal Tokk / Klemen Kotar, Enos Kugler)
- Ne mwrš bet za usje sam (Smaal Tokk / Klemen Kotar)
- Za usje sam (Smaal Tokk / Klemen Kotar)
- Seznam želja (Smaal Tokk / Klemen Kotar)
- Mwoja ljuba (Smaal Tokk / Klemen Kotar, Enos Kugler, Gregor Volk)
- Oprostilna (Smaal Tokk / Enos Kugler)
- Na varno u politiku (Smaal Tokk / Klemen Kotar)
- Vjervam (Smaal Tokk / Enos Kugler)
- Twiiteraši (Smaal Tokk / Enos Kugler)
- Nazaj u globine (Smaal Tokk / Klemen Kotar)
- Nestwj (Smaal Tokk / Klemen Kotar)
- An pole uleti Radmila (Smaal Tokk / Klemen Kotar)
- Bwgi Pikoti (Smaal Tokk / Klemen Kotar, Žiga Stanonik)
- Ne glih za usje sam (Smaal Tokk / Klemen Kotar)
- Entropija segmentt (Smaal Tokk / Klemen Kotar)
- Mrtvaški ples (Smaal Tokk / Enos Kugler)
- Novim zmagam naprwti (Smaal Tokk / Klemen Kotar)

### Sindrom druge plošče(2017), Založba Celinka
Besedila: Smaal Tokk, glasba: Klemen Kotar, Enos Kugler, Gašper Kržmanc in Marko Boh
- Mucki, srčki, risanke an sladoled
- En in edini
- Praznična
- Rumeni tisk
- Interludij v € molu
- Domoljubna
- Radmila
- Profesjonalci
- Z jajci
- Zaposlovalna
- Šivi
- Nedeljski bluz
- Kvota
- Gengsta suita

### Unotisto(2015), Založba Celinka
Besedila: Smaal Tokk, glasba: Klemen Kotar, Marko Boh, Gašper Kržmanc, Enos Kugler
- Alora dejmo zčnt z introtom
- Intro
- Apokalipsa
- Cjw car
- Dejlejmo watrwake
- Egon
- Eko, ena wd Radmile!
- En knc wade
- Gengsta u akciji
- Jzn!
- Naši an vaši
- Položnice
- Precednik konceptualizma
- Smaal Tokka za precednika
- Oporwka
- Zaključk

### Singli
- Od zdej naprej bo usje drgači (Smaal Tokk & watrwaci, 2024, besedilo: Smaal Tokk, glasba: Klemen Kotar, otroci: Greta Balsamo, Elisa Bensa, Anna Bon, Frida Bratuš, Gustav Bratuš, Domen Humar, Elenia Martorana, Sara Prodani, Costanza Sabatini in Jure Turel)
- Gdw je Ferdo? (2024, besedilo: Smaal Tokk, glasba: Enos Kugler)
- Dihej (2023, besedilo: Smaal Tokk, glasba: Klemen Kotar, Maša Cilenšek, vokal)
- Ljubezen gre skozi želodec (Smaal Tokk feat. Dušni pastirji, 2022, besedilo: Smaal Tokk in Klemen Kotar, glasba: Klemen Kotar)

## Oddaje/koncerti/predstavitve pesmi
- Dopoldan in pol (Radio Koper, 2025)
- Jutranji koncerti pri Andreju (Radio Slovenija, 2020)
- Prva vrsta (Radio Slovenija, 2022)
- Koncerti v Hendrixu (Radio Koper, 2022)
- Aritmija (Oddaja Aritmija, 2022)
- Pesem v žepu (Radio Slovenija, 2022)

## Intervjuji
- Smaak Tokk:, Lokalne Ajdovščina, 2025
- Smaal Tokk: , Jezi, kajne, 2023
- Smaal Tokk:  , Delo, 2022
- Smaal Tokk: , Lokalne Ajdovščina, 2020
- Smaal Tokk: , Dnevnik, 2019
- Smaal Tokk: , Lokalne Ajdovščina, 2017
- Smaal Tokk: , Svet24, 2017
- Smaal Tokk: , Dolenjski list, 2016
- Smaal Tokk: , Nočni obisk, Radio Slovenija, 2016
- Smaal Tokk: , Godibodi, 2015
- Smaal Tokk:  Siol, 2011